# Doraemon - Il film: Nobita e l'isola del tesoro
Doraemon - Il film: Nobita e l'isola del tesoro (ドラえもん のび太の宝島?, Doraemon: Nobita no Takarajima) è un film d'animazione giapponese del 2018 diretto da Kazuaki Imai.
Si tratta del trentottesimo film d'animazione tratto dalla serie Doraemon di Fujiko Fujio.
Il film è liberamente ispirato al romanzo L'isola del tesoro di Robert Louis Stevenson.

## Trama
Doraemon, Nobita e i suoi amici Shizuka, Gian e Suneo decidono di vivere un'avventura nel Mar dei Caraibi, seguendo le orme dei pirati. Nobita corona così il suo sogno di diventare capitano di una nave, e di giungere alla leggendaria Isola del tesoro. Tuttavia il gruppo dovrà superare vari inconvenienti, fra cui il rapimento di Shizuka e una violenta tempesta.

## Promozione
Il film viene annunciato per la prima volta il 13 giugno 2017, con l'apertura del sito ufficiale. L'8 luglio 2017, alle ore 19:30 del fuso orario giapponese (12:30, secondo il fuso orario italiano) viene pubblicato sul sito il primo trailer ufficiale del film.

## Distribuzione

### Giappone
In Giappone Doraemon - Il film: Nobita e l'isola del tesoro è stato distribuito dalla Toho a partire dal 3 marzo 2018.

### Italia
In Italia la pellicola è stata acquisita da Koch Media e distribuita in streaming da Chili e Rakuten TV, a partire dal 24 settembre 2020. 
In televisione il film doveva inizialmente essere trasmesso su Boomerang il 4 ottobre 2020 e su Boing il 12 ottobre 2020 ma, per un cambio improvviso del palinsesto, è andato in onda esclusivamente su Boing il 5 ottobre 2020.
Dal 21 gennaio 2021 la pellicola viene distribuita in DVD e Blu-ray da Anime Factory in collaborazione con Toho.

#### Edizione italiana
Il doppiaggio italiano della pellicola è stato effettuato presso la Augustus Color di Roma. La direzione del doppiaggio è a cura di Davide Garbolino, su traduzione di Lucia Baila e dialoghi di Alessandro Germano. Ulteriori informazioni sul doppiaggio della pellicola sono riportate nella colonna 13 dell'apposita tabella.